# Тиба, Синъити
Синъити Тиба (яп. 千葉 真一 Тиба Синъити) 23 января 1939, Фукуока — 19 августа 2021) — японский актёр, певец, продюсер, режиссёр и мастер боевых искусств. Известен также под псевдонимом Сонни Тиба (англ. Sonny Chiba), настоящее имя Садахо Маэда (яп. 前田 禎穂 маэда садахо). Получил известность, снимаясь в фильмах о боевых искусствах — сначала в родной Японии, а затем и на международной сцене.

## Ранние годы
Родился в городе Фукуока префектуры Фукуока, был третьим из пяти детей в семье военного лётчика-испытателя. После того, как отца перевели в город Кисарадзу префектуры Тиба, семья переехала вслед за ним в город Кимицу. Тиба обучался в Японском университете физической культуры. В бытность студентом он начал заниматься карате под руководством известного мастера Масутацу Оямы и со временем получил чёрный пояс. Около 1960 года он начал сниматься в фильмах компании Toei под именем Синъити Тиба, а всего за свою жизнь снялся в более, чем 125 фильмах.

## Личная жизнь
Тиба женился на актрисе Ёко Ногиве, от этого брака у него родилась дочь, Дзюри (Джулия) Манасэ, тоже ставшая актрисой. Позже он развёлся с Ногивой и женился второй раз. От второго брака у него — два сына: Маккэнъю Маэда (前田真剣佑) и Гордон Маэда (前田郷敦).

## Смерть
В начале августа 2021 года Тиба заразился коронавирусной инфекцией. Сначала он лечился дома, но спустя несколько дней, 8 августа, у актёра началась пневмония и он был госпитализирован. Тиба умер 19 августа 2021 года на 83-м году жизни;  по словам его представителей, он не был вакцинирован.

## В массовой культуре
Кларенс Уорли, главный герой фильма «Настоящая любовь» — большой поклонник творчества Тиба. Квентин Тарантино, создавший сценарий фильма, спустя десять лет работал с Тиба на съемках Kill Bill. В «Криминальном чтиве» Тарантино, в монологе Джулса, даёт прямую отсылку к англоязычной версии фильма 1973 года Karate Kiba (англ:The Bodyguard), где аналогичные слова произносит главный герой, персонаж, которого играет Тиба.

## Разряды в боевых искусствах
Тиба являлся обладателем чёрного пояса в следующих боевых искусствах:
- Кёкусинкай каратэ: 4-й дан
- Ниндзюцу: 4-й дан
- Годзю-рю каратэ: 2-й дан
- Сёриндзи кэмпо: 2-й дан
- Дзюдо: 2-й дан
- Кэндо: 1-й дан

## Избранная фильмография
| Год  |    | Русское название                   | Оригинальное название                  | Роль                                                                 |
| ---- | -- | ---------------------------------- | -------------------------------------- | -------------------------------------------------------------------- |
| 1974 | ф  | Уличный боец                       | Gekitotsu! Satsujin ken                | наёмный убийца Такума (Терри) Цуруги / Takuma Tsurugi (Terry)        |
| 1974 | ф  | Возвращение уличного бойца         | Satsujin ken 2                         | наёмный убийца Такума (Терри) Цуруги / Takuma Tsurugi (Terry)        |
| 1974 | ф  | Последняя месть уличного бойца     | Gyakushû! Satsujin ken                 | наёмный убийца Такума (Терри) Цуруги / Takuma Tsurugi (Terry)        |
| 1975 | ф  | Сила айкидо                        | Gekitotsu! Aikidô                      | Морихэй Уэсиба                                                       |
| 1975 | ф  | Убойная машина (Сёриндзи Кэмпо)    | Shôrinji kenpô                         | основатель Сёриндзи Кэмпо Со Досин / Doshin So                       |
| 1975 | ф  | Обречённый на одиночество          | Kenka karate kyokushinken              | Масутацу Ояма / Sensei Masutatsu Oyama                               |
| 1977 | ф  | Обречённый на одиночество 2        | Karate baka ichidai                    | Масутацу Ояма                                                        |
| 1977 | ф  | Голго-13 Операция «Коулун          | Golgo 13: Assignment Kowloon           | Дюк Того / Duke Togo                                                 |
| 1979 | ф  | Обречённый на одиночество 3        | Kyokuskin kenka karate burai ken       | Масутацу Ояма / Sensei Masutatsu Oyama                               |
| 1979 | ф  | Провал во времени                  | Sengoku jieitai                        | младший лейтенант Ёсиаки Иба / Lt. Yoshiaki Iba                      |
| 1980 | ф  | Вирус                              | Fukkatsu no hi                         | доктор Ямаути / Dr. Yamauchi                                         |
| 1981 | с  | Тень воинов: Хаттори Хандзо        | Hattori Hanzô: Kage no Gundan          | Хаттори Ханзо / Hattori Hanzô                                        |
| 1981 | ф  | Меч Бусидо                         | The Bushido Blade                      | принц Идо / Prince Ido                                               |
| 1982 | с  | Тень воинов 3                      | Kage no Gundan III                     |                                                                      |
| 1982 | ф  | Ревущий огонь                      | Hoero! Tekken                          | мистер Мэджик / инспектор Интерпола / Mr. Magic / Interpol Inspector |
| 1983 | ф  | Легенда о восьми самураях          | Satomi hakken-den                      | Донецу Тадатомо / Inuyama Dosetsu Tadatomo                           |
| 1986 | ф  | Кабаре                             | Kyabarê                                | босс якудзы / Yakuza boss                                            |
| 1992 | тф | Ода Нобунага                       | Oda Nobunaga                           |                                                                      |
| 1992 | ф  | Железный орёл 3: Асы               | Aces: Iron Eagle III                   | Хорикоси / Horikoshi                                                 |
| 1994 | ф  | Бой для бессмертных                | Immortal Combat                        | Дзиро / Jiro 'J.J.' Jintani                                          |
| 1995 | ф  | Молчун                             | Codename: Silencer                     | Макато / Makato                                                      |
| 1998 | ф  | Властелины стихий                  | Fung wan: Hung ba tin ha               | Хун Баа / Lord Conqueror / Hung Baa                                  |
| 1999 | ас | Столоначальник Одзи                | Kachou Ouji - Hard Rock Save the Space | Токусацу                                                             |
| 2003 | ф  | Королевская битва 2                | Batoru rowaiaru II: Chinkonka          | Макио Мимура (дядя Синдзи, революционер) / Makio Mimura              |
| 2003 | ф  | Убить Билла                        | Kill Bill: Vol. 1                      | Хаттори Ханзо / Hattori Hanzo                                        |
| 2006 | ф  | Тройной форсаж: Токийский дрифт    | The Fast and the Furious: Tokyo Drift  | дядя Камата / Uncle Kamata                                           |
| 2011 | ф  | Убить Билла: Кровавое дело целиком | Kill Bill: The Whole Bloody Affair     | Хаттори Ханзо / Hattori Hanzo                                        |
| 2012 | ф  | Суши girl                          | Sushi Girl                             | суши-шеф-повар / Sushi Chef                                          |